# Drugstore Cowboy
(Bob, all'inizio del film)
Drugstore Cowboy è un film del 1989 scritto e diretto da Gus Van Sant, tratto da un romanzo autobiografico di James Fogle scritto in carcere.

## Trama
Ci troviamo a Portland, Oregon, nei primi anni '70.  Un quartetto di tossicodipendenti formato da Bob Hughes, sua moglie Dianne, l'amico Rick e Nadine, giovane fidanzata di quest'ultimo, ha escogitato un ingegnoso stratagemma per procurarsi droghe e farmaci di prima qualità: compie periodicamente furti nelle farmacie e negli ospedali. Il gruppo viene più volte braccato, senza successo, da Gentry, un poliziotto della narcotici. 
La combriccola è schiava di innumerevoli superstizioni; Bob in particolare crede che parlare di cani o lasciare un cappello appoggiato sul letto siano presagi di sciagure e morte.
A queste assurdità si ribella la piccola Nadine che, ingenua e inesperta di furti, non si è mai inserita totalmente nel gruppo. Esclusa dall'ennesimo furto e lasciata sola al motel, Nadine decide di usare la droga che ha nascosto agli altri, non sapendo che è troppo potente per una tossica inesperta come lei. Al ritorno dal colpo, completamente fallito, gli altri la trovano morta di overdose accanto al letto con un cappello appoggiato. La situazione precipita sempre più, dato che il motel ospita una convention di sceriffi,  e loro devono andarsene subito. Riescono fortunosamente a nascondere Nadine in un borsone, e a portare il suo cadavere in un bosco, dove viene sepolta. Questo evento cambia Bob per sempre: decide di tornare a casa per disintossicarsi, mentre abbandona la moglie e l'amico che rifiutano di seguirlo e non comprendono la sua scelta.
Si iscrive a un programma di recupero, stringe amicizia con un anziano prete tossicodipendente che conosce fin da bambino e, trovato un modesto lavoro, sembra impegnarsi seriamente nel tentativo di iniziare una nuova vita e uscire dalla droga. Il suo passato però continua a seguirlo: I poliziotti lo tengono d'occhio, anche se Gentry sembra volerlo aiutare. La moglie Dianne si rifà viva portandogli in dono un pacco di droga, che Bob regala al vecchio sacerdote. La ragazza ora sta con Rick, il vecchio complice di rapine, e non cede ai tentativi di Bob di riconquistarla.
L'incontro fatale sarà però quello con due ragazzini inesperti, convinti che nonostante tutto Bob continui a fare uso di sostanze stupefacenti. Lui li sfida apertamente, e loro per vendetta giungono in casa sua per rapinarlo. Non trovando nulla, decidono di sparargli, lasciandolo morente sul pavimento. L'intervento tempestivo dell'ambulanza riuscirà a salvarlo, ma Bob rifiuterà di fare a Gentry il nome del suo assalitore.
Il film, che termina e inizia con la stessa scena (ovvero con Bob in ambulanza, scortato verso l'ospedale dalla polizia), è un lungo flashback del protagonista, che finisce col rendersi conto che quando ti droghi hai tre possibilità: continuare a drogarti (come Dianne), decidere di morire (come Nadine) o, la più difficile, provare a smettere, anche con la consapevolezza che i fantasmi del passato saranno sempre in agguato.
(Bob, al termine del film)

## Produzione
Nella piccola parte di un prete tossicodipendente c'è lo scrittore William S. Burroughs, con cui nel 1991 Van Sant realizzerà il cortometraggio sperimentale Thanksgiving Prayer.

## Distribuzione
È stato presentato in anteprima il 9 settembre 1989 al Toronto International Film Festival; è uscito nelle sale italiane l'8 febbraio 1991.

## Riconoscimenti
- Independent Spirit Awards 1990
  - Miglior attore protagonista (Matt Dillon)
  - Miglior fotografia
  - Miglior sceneggiatura
  - Miglior attore non protagonista (Max Perlich)